# Monostichella nothofagi
Monostichella nothofagi är en svampart som beskrevs av P.R. Johnst. 1999. Monostichella nothofagi ingår i släktet Monostichella, ordningen disksvampar, klassen Leotiomycetes, divisionen sporsäcksvampar och riket svampar.   Inga underarter finns listade i Catalogue of Life.